# Leao Butrón
Leao Butrón (Lima, 6 de marzo de 1977), es un exfutbolista peruano que jugaba como guardameta. Fue internacional con la selección de fútbol del Perú siendo su última participación el 12 de abril del 2012 en un amistoso contra Chile en la ciudad de Tacna. A nivel de clubes, es el arquero peruano con más títulos nacionales contados desde 1966 (2 con Sporting Cristal, 3 con la Universidad San Martín de Porres y 3 con Alianza Lima).Luego de su retiro fue panelista del programa futbolístico peruano de YouTube "A Presión Radio". 

## Trayectoria

### Inicios y debut en Sporting Cristal
Su formación infantil y juvenil la realizó en el Club Sporting Cristal a poco de cumplir once años en 1988. En varias ocasiones fue prestado a otros clubes de menores como la Academia Cantolao, el Deportivo AELU y la Academia Tito Drago, llegando posteriormente a ser convocado a Selecciones Peruanas Sub-17 y Sub-20. 
Su debut oficial en el primer equipo de Sporting Cristal dirigido por el uruguayo Sergio Markarián se produjo el 16 de mayo de 1997 a los 20 años. Ese sería su único partido en aquella temporada.

### Alianza Atlético de Sullana
Alianza Atlético de Sullana fue el cuadro que lo acogió durante las temporadas 2002 y 2003 y la vitrina para darse a conocer. Con sus buenas actuaciones le llega la oportunidad de ser convocado a la selección peruana de fútbol adulta en diferentes amistosos.

### Club Alianza Lima
En el 2003, ya como arquero consolidado, llegó al club Alianza Lima. Su llegada fue algo cuestionada, pues se creía que no rendiría en el equipo, pero en la cancha demostró lo contrario saliendo bicampeón del fútbol peruano. Aunque al final causó mucha desazón en los hinchas victorianos cuando decidió poner punto final a su permanencia en Matute y se mudó a Santa Anita por mejores condiciones salariales.

### Universidad San Martín de Porres
El elenco de la Universidad San Martín de Porres lo contrató con la seguridad de que el arquero podría responder. Así ocurrió, este año del 2007 San Martín ganó el título del Torneo Apertura siendo Butrón una de sus mejores figuras. Jugó la Copa Sudamericana 2012. A finales del 2012 dejó de pertenecer al club, debido a que éste decidió despedir a parte de su plantel en medio de una crisis en el fútbol peruano.

### Melgar
Es así que en el 2013 llega a un acuerdo para jugar por el Melgar de Arequipa que participaría en la Copa Sudamericana 2013. Jugó en el cuadro mistiano hasta finales del año 2014.

### Regreso al Club Alianza Lima
En el año 2015 regresa al Alianza Lima donde competiría la titularidad en el pórtico blanquiazul con George Forsyth.
Leao Butrón sería figura en el Torneo Descentralizado 2016 siendo durante muchas fechas el titular inamovible del cuadro victoriano, sin embargo, el equipo 'íntimo' no alcanzaría los Play-Off finales, quedando en el 5° lugar en la tabla general de dicho año.
En el año 2017, Leao Butrón logró tener un gran nivel. A sus 40 años, logró consolidarse como portero titular inamovible de Alianza Lima. Fue escogido como el mejor jugador y el mejor arquero del Campeonato Descentralizado 2017, torneo que, dicho sea de paso, logró campeonar junto al equipo íntimo, consiguiendo además un cupo a la Copa Libertadores 2018. Para el 2018 tras acabar en segundo lugar en el acumulado, consiguió llegar a las semifinales ante Melgar, en la vuelta en Arequipa, Butrón fue héroe en los penales. Tras ello, en la final no pudo derrotar a Sporting Cristal tras perder ambos partidos de la final por un global de 7 a 1. En el 2019 tras la llegada de Pedro Gallese, Butrón fue relegado al banco de suplentes por los entrenadores, primero Miguel Ángel Russo y luego Pablo Bengoechea, quedando otra vez subcampeones tras perder la final ante Deportivo Binacional en el segundo año en la primera división del club puneño. 
En el 2020, Leao tuvo un mal rendimiento en la Copa Libertadores y en el torneo local, el club anuncia su no renovación y se confirma su retiro del fútbol.

## Selección nacional
Debutó a los 24 años, el 7 de marzo del 2001 en un amistoso frente a Honduras en Florida. Jugó todo el segundo tiempo reemplazando a Óscar Ibáñez y el partido terminaría 0 a 0. Aquella selección peruana era dirigida por Julio César Uribe.
Integró la selección nacional en las Copas América de Bolivia 1997, Paraguay 1999, Perú 2004, Venezuela 2007 y Argentina 2011. Solo tuvo participación en la del 2007 donde fue titular disputando los 4 partidos y recibiendo 8 goles, dejando en la banca a "Chiquito" Flores y George Forsyth. Además fue el arquero titular de la selección peruana en las eliminatorias del mundial 2010 donde jugó 15 partidos, recibió 27 goles y la selección quedó última en la tabla de posiciones después de la Copa América Argentina 2011 Butrón seria convocado 4 años después en 2015 como Arquero Suplente En los Partidos De Eliminatorias De La Copa Mundial Rusia 2018 Partidos ante Colombia y Chile en ambos La selección Peruana fue derrotada no volvería a ser llamado por Gareca Para Disputar La Copas América de 2016 ni mucho menos la Copa Mundial De Fútbol Rusia 2018
| \| PJ \| Fecha \| Ciudad \| Oponente \| Resultado \| Competición \| \| --- \| ---------- \| --------------- \| ----------------- \| --------- \| -------------------------- \| \| 1. \| 07-03-2001 \| Fort Lauderdale \| Honduras \| 0–0 \| Amistoso \| \| 2. \| 02-07-2003 \| San Francisco \| Guatemala \| 2–1 \| Amistoso \| \| 3. \| 27-08-2003 \| Lima \| Guatemala \| 0–0 \| Amistoso \| \| 4. \| 28-04-2004 \| Antofagasta \| Chile \| 1–1 \| Amistoso \| \| 5. \| 17-08-2005 \| Tacna \| Chile \| 3–1 \| Amistoso \| \| 6. \| 09-10-2005 \| Buenos Aires \| Argentina \| 0–2 \| Eliminatorias Mundial 2006 \| \| 7. \| 10-05-2006 \| Puerto España \| Trinidad y Tobago \| 1–1 \| Amistoso \| \| 8. \| 10-08-2006 \| Lima \| Panamá \| 0–2 \| Amistoso \| \| 9. \| 06-09-2006 \| East Rutherford \| Ecuador \| 1–1 \| Amistoso \| \| 10. \| 07-10-2006 \| Viña del Mar \| Chile \| 2–3 \| Copa del Pacífico 2006 \| \| 11. \| 15-11-2006 \| Kingston \| Jamaica \| 1–1 \| Amistoso \| \| 12. \| 26-06-2007 \| Mérida \| Uruguay \| 3–0 \| Copa América 2007 \| \| 13. \| 30-06-2007 \| San Cristóbal \| Venezuela \| 0–2 \| Copa América 2007 \| \| 14. \| 03-07-2007 \| Mérida \| Bolivia \| 2–2 \| Copa América 2007 \| \| 15. \| 08-07-2007 \| Barquisimeto \| Argentina \| 0–4 \| Copa América 2007 \| \| 16. \| 22-08-2007 \| San José \| Costa Rica \| 1–1 \| Amistoso \| \| 17. \| 08-09-2007 \| Lima \| Colombia \| 2–2 \| Amistoso \| \| 18. \| 13-10-2007 \| Lima \| Paraguay \| 0–0 \| Eliminatorias Mundial 2010 \| \| 19. \| 17-10-2007 \| Santiago \| Chile \| 0–2 \| Eliminatorias Mundial 2010 \| \| 20. \| 06-02-2008 \| La Paz \| Bolivia \| 1–2 \| Amistoso \| \| 21. \| 31-05-2008 \| Huelva \| España \| 1–2 \| Amistoso \| \| 22. \| 14-06-2008 \| Lima \| Colombia \| 1–1 \| Eliminatorias Mundial 2010 \| \| 23. \| 17-06-2008 \| Montevideo \| Uruguay \| 0–6 \| Eliminatorias Mundial 2010 \| \| 24. \| 06-09-2008 \| Lima \| Venezuela \| 1–0 \| Eliminatorias Mundial 2010 \| \| 25. \| 10-09-2008 \| Lima \| Argentina \| 1–1 \| Eliminatorias Mundial 2010 \| \| 26. \| 11-10-2008 \| La Paz \| Bolivia \| 0–3 \| Eliminatorias Mundial 2010 \| \| 27. \| 15-10-2008 \| Asunción \| Paraguay \| 0–1 \| Eliminatorias Mundial 2010 \| \| 28. \| 06-02-2009 \| Los Ángeles \| El Salvador \| 0–1 \| Amistoso \| \| 29. \| 29-03-2009 \| Lima \| Chile \| 1–3 \| Eliminatorias Mundial 2010 \| \| 30. \| 01-04-2009 \| Porto Alegre \| Brasil \| 0–3 \| Eliminatorias Mundial 2010 \| \| 31. \| 10-06-2009 \| Medellín \| Colombia \| 0–1 \| Eliminatorias Mundial 2010 \| \| 32. \| 05-09-2009 \| Lima \| Uruguay \| 1–0 \| Eliminatorias Mundial 2010 \| \| 33. \| 09-09-2009 \| Puerto La Cruz \| Venezuela \| 1–3 \| Eliminatorias Mundial 2010 \| \| 34. \| 10-10-2009 \| Buenos Aires \| Argentina \| 1–2 \| Eliminatorias Mundial 2010 \| \| 35. \| 14-10-2009 \| Lima \| Bolivia \| 1–0 \| Eliminatorias Mundial 2010 \| \| 36. \| 18-11-2009 \| Miami Gardens \| Honduras \| 2–1 \| Amistoso \| \| 37. \| 02-09-2011 \| Lima \| Bolivia \| 2–2 \| Amistoso \| \| 38. \| 05-09-2011 \| La Paz \| Bolivia \| 0–0 \| Amistoso \| \| 39. \| 11-04-2012 \| Tacna \| Chile \| 0–3 \| Copa del Pacífico 2012 \| |            |                 |                   |           |                            |
| PJ | Fecha      | Ciudad          | Oponente          | Resultado | Competición                |
| 1. | 07-03-2001 | Fort Lauderdale | Honduras          | 0–0       | Amistoso                   |
| 2. | 02-07-2003 | San Francisco   | Guatemala         | 2–1       | Amistoso                   |
| 3. | 27-08-2003 | Lima            | Guatemala         | 0–0       | Amistoso                   |
| 4. | 28-04-2004 | Antofagasta     | Chile             | 1–1       | Amistoso                   |
| 5. | 17-08-2005 | Tacna           | Chile             | 3–1       | Amistoso                   |
| 6. | 09-10-2005 | Buenos Aires    | Argentina         | 0–2       | Eliminatorias Mundial 2006 |
| 7. | 10-05-2006 | Puerto España   | Trinidad y Tobago | 1–1       | Amistoso                   |
| 8. | 10-08-2006 | Lima            | Panamá            | 0–2       | Amistoso                   |
| 9. | 06-09-2006 | East Rutherford | Ecuador           | 1–1       | Amistoso                   |
| 10. | 07-10-2006 | Viña del Mar    | Chile             | 2–3       | Copa del Pacífico 2006     |
| 11. | 15-11-2006 | Kingston        | Jamaica           | 1–1       | Amistoso                   |
| 12. | 26-06-2007 | Mérida          | Uruguay           | 3–0       | Copa América 2007          |
| 13. | 30-06-2007 | San Cristóbal   | Venezuela         | 0–2       | Copa América 2007          |
| 14. | 03-07-2007 | Mérida          | Bolivia           | 2–2       | Copa América 2007          |
| 15. | 08-07-2007 | Barquisimeto    | Argentina         | 0–4       | Copa América 2007          |
| 16. | 22-08-2007 | San José        | Costa Rica        | 1–1       | Amistoso                   |
| 17. | 08-09-2007 | Lima            | Colombia          | 2–2       | Amistoso                   |
| 18. | 13-10-2007 | Lima            | Paraguay          | 0–0       | Eliminatorias Mundial 2010 |
| 19. | 17-10-2007 | Santiago        | Chile             | 0–2       | Eliminatorias Mundial 2010 |
| 20. | 06-02-2008 | La Paz          | Bolivia           | 1–2       | Amistoso                   |
| 21. | 31-05-2008 | Huelva          | España            | 1–2       | Amistoso                   |
| 22. | 14-06-2008 | Lima            | Colombia          | 1–1       | Eliminatorias Mundial 2010 |
| 23. | 17-06-2008 | Montevideo      | Uruguay           | 0–6       | Eliminatorias Mundial 2010 |
| 24. | 06-09-2008 | Lima            | Venezuela         | 1–0       | Eliminatorias Mundial 2010 |
| 25. | 10-09-2008 | Lima            | Argentina         | 1–1       | Eliminatorias Mundial 2010 |
| 26. | 11-10-2008 | La Paz          | Bolivia           | 0–3       | Eliminatorias Mundial 2010 |
| 27. | 15-10-2008 | Asunción        | Paraguay          | 0–1       | Eliminatorias Mundial 2010 |
| 28. | 06-02-2009 | Los Ángeles     | El Salvador       | 0–1       | Amistoso                   |
| 29. | 29-03-2009 | Lima            | Chile             | 1–3       | Eliminatorias Mundial 2010 |
| 30. | 01-04-2009 | Porto Alegre    | Brasil            | 0–3       | Eliminatorias Mundial 2010 |
| 31. | 10-06-2009 | Medellín        | Colombia          | 0–1       | Eliminatorias Mundial 2010 |
| 32. | 05-09-2009 | Lima            | Uruguay           | 1–0       | Eliminatorias Mundial 2010 |
| 33. | 09-09-2009 | Puerto La Cruz  | Venezuela         | 1–3       | Eliminatorias Mundial 2010 |
| 34. | 10-10-2009 | Buenos Aires    | Argentina         | 1–2       | Eliminatorias Mundial 2010 |
| 35. | 14-10-2009 | Lima            | Bolivia           | 1–0       | Eliminatorias Mundial 2010 |
| 36. | 18-11-2009 | Miami Gardens   | Honduras          | 2–1       | Amistoso                   |
| 37. | 02-09-2011 | Lima            | Bolivia           | 2–2       | Amistoso                   |
| 38. | 05-09-2011 | La Paz          | Bolivia           | 0–0       | Amistoso                   |
| 39. | 11-04-2012 | Tacna           | Chile             | 0–3       | Copa del Pacífico 2012     |

### Participación en Campeonatos Sudamericanos
| Torneo                      | Sede  | Resultado      | Partidos | GR |
| --------------------------- | ----- | -------------- | -------- | -- |
| Sudamericano Sub-17 de 1995 | Perú  | Fase de grupos | ?        | ?  |
| Sudamericano Sub-20 de 1997 | Chile | Fase de grupos | ?        | ?  |

### Participaciones en Copa América
| Copa América      | Sede      | Resultado        | Partidos | Goles Recibidos |
| ----------------- | --------- | ---------------- | -------- | --------------- |
| Copa América 1997 | Bolivia   | Cuarto lugar     | 0        | -               |
| Copa América 1999 | Paraguay  | Cuartos de final | 0        | -               |
| Copa América 2004 | Perú      | Cuartos de final | 0        | -               |
| Copa América 2007 | Venezuela | Cuartos de final | 4        | 8               |
| Copa América 2011 | Argentina | Tercer puesto    | 0        | -               |

### Participaciones en Eliminatorias
| Eliminatorias                    | Selección | Resultado          | Partidos | Goles Recibidos |
| -------------------------------- | --------- | ------------------ | -------- | --------------- |
| Eliminatorias Sudamericanas 2006 | Perú      | 9º (No clasificó)  | 1        | 2               |
| Eliminatorias Sudamericanas 2010 | Perú      | 10º (No clasificó) | 15       | 27              |

## Clubes
| Club                             | País | Año         |
| -------------------------------- | ---- | ----------- |
| Sporting Cristal                 | Perú | 1995 - 2001 |
| Alianza Atlético                 | Perú | 2002 - 2003 |
| Alianza Lima                     | Perú | 2004 - 2005 |
| Universidad San Martín de Porres | Perú | 2006 - 2012 |
| Melgar                           | Perú | 2013 - 2014 |
| Alianza Lima                     | Perú | 2015 - 2020 |

## Estadísticas con Alianza Lima
| Temporada | Campeonato Local | Campeonato Local | Campeonatos internacionales | Campeonatos internacionales | Total | Total |
| Temporada | PJ               | G                | PJ                          | G                           | PJ    | G     |
| --------- | ---------------- | ---------------- | --------------------------- | --------------------------- | ----- | ----- |
| 2003      | 1                | -1               | -                           | -                           | 1     | -1    |
| 2004      | 43               | -31              | 9                           | -8                          | 52    | -39   |
| 2005      | 39               | ??               | 6                           | -7                          | 45    | -7    |
| 2015      | 22               | -21              | -                           | -                           | 22    | -21   |
| 2016      | 16               | -18              | -                           | -                           | 16    | -18   |
| 2017      | 30               | -22              | 2                           | -1                          | 32    | -23   |
| 2018      | 34               | -41              | 1                           | 0                           | 35    | -41   |
| 2019      | 10               | -12              | 0                           | 0                           | 10    | -12   |
| 2020      | 12               | -16              | 5                           | -9                          | 17    | -25   |
| Total     | 207              | -162             | 23                          | -25                         | 230   | -187  |

## Palmarés

### Campeonatos nacionales
| Título                    | Club                      | País | Año  |
| ------------------------- | ------------------------- | ---- | ---- |
| Primera División del Perú | Sporting Cristal          | Perú | 1995 |
| Primera División del Perú | Sporting Cristal          | Perú | 1996 |
| Primera División del Perú | Alianza Lima              | Perú | 2003 |
| Primera División del Perú | Alianza Lima              | Perú | 2004 |
| Primera División del Perú | Universidad de San Martín | Perú | 2007 |
| Primera División del Perú | Universidad de San Martín | Perú | 2008 |
| Primera División del Perú | Universidad de San Martín | Perú | 2010 |
| Primera División del Perú | Alianza Lima              | Perú | 2017 |

### Torneos cortos
| Título          | Club                      | País | Año  |
| --------------- | ------------------------- | ---- | ---- |
| Torneo Clausura | Alianza Lima              | Perú | 2003 |
| Torneo Apertura | Alianza Lima              | Perú | 2004 |
| Torneo Apertura | Universidad de San Martín | Perú | 2007 |
| Torneo Clausura | Universidad de San Martín | Perú | 2008 |
| Torneo Apertura | Alianza Lima              | Perú | 2017 |
| Torneo Clausura | Alianza Lima              | Perú | 2017 |
| Torneo Clausura | Alianza Lima              | Perú | 2019 |

### Copas internacionales
| Título     | Equipo             | País | Año  |
| ---------- | ------------------ | ---- | ---- |
| Copa Kirin | Selección del Perú | Perú | 2005 |

### Distinciones individuales
| Distinción                                                              | Año  |
| ----------------------------------------------------------------------- | ---- |
| Arquero del año en el Perú                                              | 2005 |
| Arquero del año en el Perú                                              | 2017 |
| Mejor jugador del año en el Perú                                        | 2017 |
| Arquero del año en el Perú                                              | 2018 |
| Incluido en el mejor once del Campeonato Descentralizado según la SAFAP | 2018 |